# حوزه انتخابیه تک‌نماینده
حوزهٔ انتخابیهٔ تک‌نماینده یا تک‌کرسی حوزه‌ای است که فقط یک نفر را به نمایندگی از آن حوزه برای عضویت در یک نهاد چندنفره بر می‌گزیند. حوزهٔ انتخابیه تک‌نماینده در مقابل حوزهٔ انتخابیهٔ چندنماینده (چندکرسی) قرار دارد.
برخی از نظام‌های انتخابی که در آن‌ها از حوزه‌های تک‌نماینده استفاده می‌شود عبارتند از رأی‌گیری نخست‌نفری، دو مرحله‌ای، رأی بدیل، رأی‌گیری تأییدی، رأی‌گیری امتیازی، شمارش بوردا، و روش‌هایی کندورسه (مثل کندورسه کمین‌بیش یا روش شولتسه).